# Martin Link

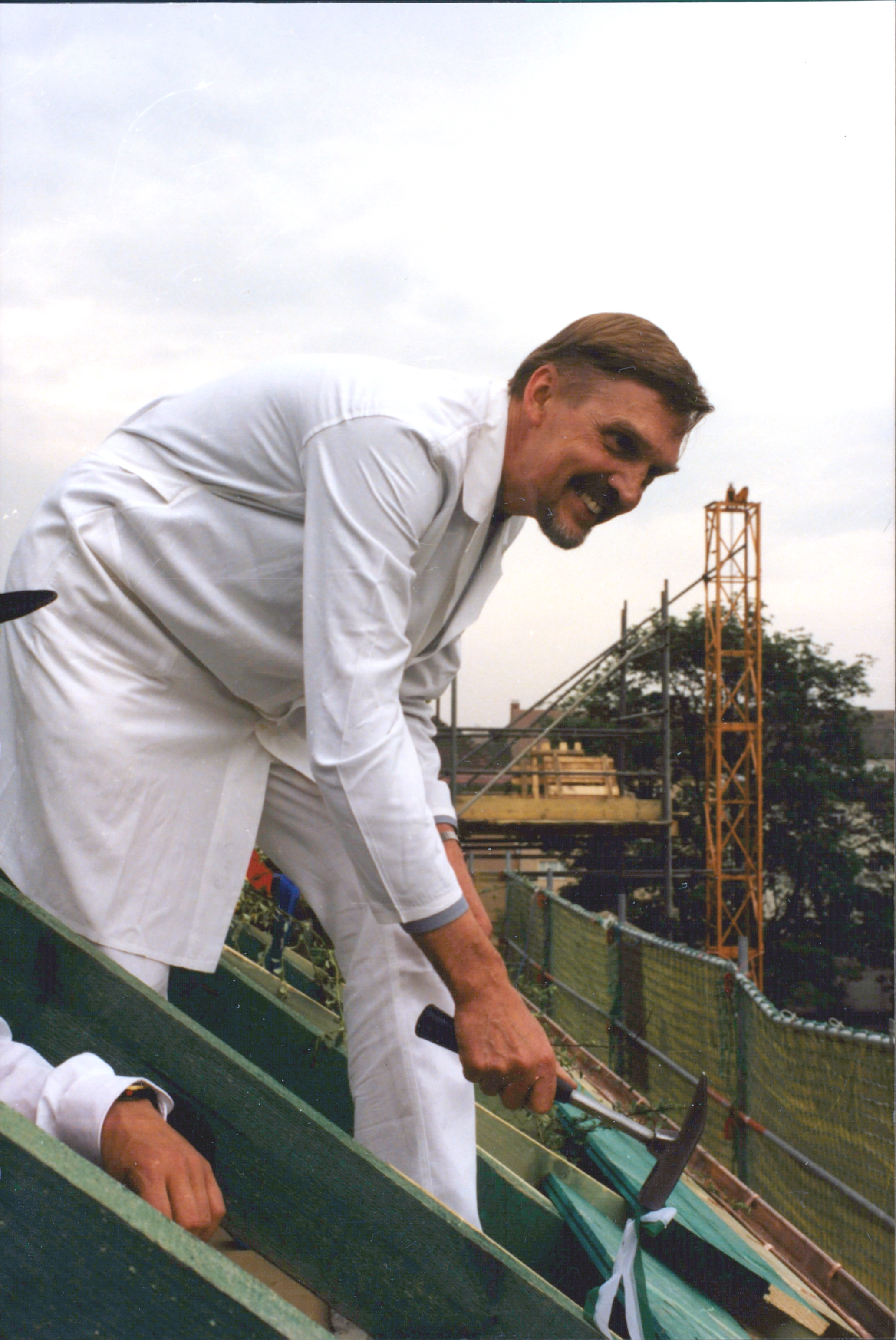
Martin Link beim Richtfest eines Gebäudes des Krankenhauses Friedrichstadt 1992

Martin Link (* 6. August 1934 in Königsberg/Ostpreußen; † 9. Juli 2005 in Dresden) war ein deutscher Gynäkologe und Geburtshelfer.

## Leben und Wirken
Nach der Geburt 1934 in Ostpreußen flüchtete die Familie am Ende des Zweiten Weltkriegs nach Bergen auf der Insel Rügen. Hier legte Martin Link 1952 das Abitur ab. Von 1952 bis 1958 studierte er Medizin an den Universitäten Leipzig und Greifswald und erhielt am 1. Mai 1959 die Approbation als Arzt. Er begann seine Facharztausbildung im Fachgebiet Pathologie in Stralsund, die er 1963 mit der Facharztanerkennung für das Fach Pathologische Anatomie abschloss. Im gleichen Jahr wurde Link in Greifswald promoviert. 1966 wechselte er an die Landesfrauenklinik der Medizinischen Akademie Magdeburg unter Egon Bernoth und erwarb 1969 die Facharztanerkennung für Frauenheilkunde und Geburtshilfe. Link leitete an der Klinik das pathologische und zytologische Labor und wurde 1970 mit einer Arbeit über Variationen der mucosa cervicis uteri im Bereich des äußeren Muttermundes während Schwangerschaft, Geburt und Wochenbett unter besonderer Berücksichtigung der subzylindrischen Vakuolisierung habilitiert. 1977 wurde er zum Dozenten ernannt. 1979 übernahm Link die Chefarztposition an der Frauenklinik am Krankenhaus Dresden-Friedrichstadt. 1984 wurde er an der Akademie für Ärztliche Fortbildung der DDR in Berlin zum Honorarprofessor berufen. 1993 ließ sich Martin Link mit seiner Ehefrau, Heidrun Link, einer Fachärztin für Urologie und Frauenheilkunde, in einer Gemeinschaftspraxis mit zytologischem Labor nieder.

Martin Link mit Ehefrau Heidrun Link 1991.

Link war zweiter Vorsitzender der Sächsischen Gesellschaft für Frauenheilkunde und Geburtshilfe, Vorstandsmitglied
der Arbeitsgemeinschaft Zervixpathologie und Kolposkopie der Deutschen Gesellschaft für Gynäkologie und Geburtshilfe (DGGG), Schriftführer der Arbeitsgemeinschaft Medizinrecht der DGGG und Vorstandsmitglied der Deutschen Gesellschaft für Zytologie. Daneben war Link Mitbegründer des Berufsverbandes der Frauenärzte in Sachsen, dessen erster Landesvorsitzender er 1990 wurde. 1992 wurde er auf Bundesebene zum 2. Vorsitzenden des Verbandes gewählt. 1994 übernahm Link die Funktion des Sprechers der Gemeinschaft Fachärztlicher Berufsverbände (GFB) in Sachsen. 2000 gründete er den Aktionsrat Ost der niedergelassenen Ärzte und Psychotherapeuten und wurde sein Sprecher. 2002 wurde Martin Link zum Präsidenten der Union Professionelle Internationale des Gynécologues et Obstétriciens (UPIGO), dem internationalen Berufsverband der Frauenärzte, gewählt. Diese Funktion hatte er bis 2004 inne.
Martin Link starb 2005 im Alter von 70 Jahren in Dresden.

## Schriften (Auswahl)
- Sektionsbefunde bei akuter und chronisch-rezidivierender sowie postoperativer Pankreasnekrose. Dissertation. Universität Greifswald, 1963.
- Variationen der Mucosa cervicis uteri im Bereich des äußeren Muttermundes während Schwangerschaft, Geburt und Wochenbett unter besonderer Berücksichtigung der subzylindrischen Vakuolisierung. Habilitationsschrift. Medizinische Akademie Magdeburg, 1970.
- mit Egon Bernoth, Wolfgang Weise: Gynäkologie. Differentialdiagnose und Klinik. Thieme, Leipzig 1984.